# Sílvio Rodrigues Pereira Júnior
Sílvio Rodrigues Pereira Júnior, meglio noto come Sílvio (Ribeirão Preto, 4 maggio 1994), è un calciatore brasiliano, attaccante del Renofa Yamaguchi.

## Carriera
Ha giocato nella massima serie dei campionati ucraino, slovacco, albanese, azero ed indonesiano.